# Siniša Mihajlović
Siniša Mihajlović (Vukovar, 20. veljače 1969. – Rim, 16. prosinca 2022.) bio je srpski nogometaš i trener.

## Igračka karijera

### Klupska karijera
Svoju nogometnu karijeru, započeo je u NK Borovu gdje je nakon pionira i juniora zaigrao u prvoj momčadi i igrao od 1986. do 1988. godine kada odlazi u novosadsku FK Vojvodinu s kojom osvaja naslov prvaka, drugi u povijesti toga kluba. Nedugo zatim prešao je u beogradsku Crvenu zvezdu, za tada nevjerojatnih milijun njemačkih maraka. Isticao se po svom preciznom i nadasve jakom šutu lijevom nogom. Sa Zvezdom stiže na "vrh svijeta" - trijumfi u Bariju i Tokiju. Godine 1992. prešao je u talijansku Romu gdje je proveo dvije godine, nakon čega je prešao u Sampdoriju, u kojoj je promijenio svoju uobičajeno mjesto u momčadi - iz veznoga reda, prešao je u obranu, na mjesto stopera.  
Godine 1998. stigao mu je poziv od trenera Sven-Görana Erikssona iz Lazija, te se vratio u Rim. Odlično je igrao i postao najbolji izvođač slobodnih udaraca talijanske nogometne lige svih vremena. Ostat će zapamćen i po tri postignuta pogotka iz slobodnih udaraca u jednoj utakmici. Nakon 6 sezona, na vrhuncu svoje karijere prešao je u milanski Inter gdje je i završio igračku karijeru.

### Reprezentativna karijera
Između 1991. i 2003. godine odigrao je 63 utakmica za jugoslavensku reprezentaciju i reprezentaciju Srbije i Crne Gore i postigao 10 pogodaka.

## Trenerska karijera
Trenersku karijeru počeo je 2006. godine u milanskome Interu kao pomoćni trener zatim je trenirao, samostalno, Bolognu, Cataniju, Fiorentinu, Sampdoriju, Milan, Torino, Sporting iz Lisabona i reprezentaciju Srbije.

## Priznanja

### Klupska
Vojvodina
- Prva savezna liga (1): 1988./89.

Crvena zvezda
- Prva savezna liga (2): 1990./91., 1991./92.
- Kup prvaka (1): 1990./91.
- Interkontinentalni kup (1): 1991.

Lazio
- Kup pobjednika kupova (1): 1998./99.
- Coppa Italia (2): 1999./00., 2003./04.
- Supercoppa Italiana (2): 1998., 2000.
- UEFA Superkup (1): 1999.
- Serie A (1): 1999./00.

Inter Milan
- Coppa Italia (2): 2004./05., 2005./06.
- Supercoppa Italiana (1): 2005.
- Serie A (1): 2005./06.

## Obiteljski život
Vjenčao se s Rimljankom Arijanom, voditeljicom na televiziji RAI. S njom je imao petero djece: Viktoriju, Virginiju, Miroslava, Dušana i Nikolasa.

## Zanimljivosti
- U Serie A drži rekord s najviše postignutih pogodaka (27) iz slobodnih udaraca.[2]

## Vanjske poveznice
- (engl.) Siniša Mihajlović, statistika na ESPN FC